# سیارک ۳۶۱۸۲
سیارک ۳۶۱۸۲ (به انگلیسی: 36182 Montigiani، نامگذاری:1999TY12) سی و شش هزار و صد و هشتاد و دومین سیارک کشف شده‌است که در ۱۰ اکتبر ۱۹۹۹ کشف شد.